# 太陽無用
《太陽無用》，日本樂團橘子新樂園的第17張單曲。2007年7月18日發行。

## 简介
2007年的第2張單曲作品，和前作《夏天報到》一樣，是一首「夏季歌曲」。
設有初回限定盤，內附DVD，是自《落陽》以來首次附有DVD的單曲。而通常盤只收錄了標題曲及其卡拉OK版本（即「太陽有用」（イケテナイ太陽），實際上是《太陽無用》的卡拉OK版本），因而以816日圓廉價發售。
單曲發售後第二週這首歌就被收錄於企劃精選輯《ORANGE》中。
被用作富士電視台的人氣電視劇《花樣少年少女》（堀北真希主演）的片頭曲。
Oricon調查的2007年「夏天回憶歌曲」第1位，「卡拉OK最想唱的歌」男性女性部門都是第1位。
在Oricon公信榜最高排行第3位。下載方面取得佳績，手機片段下載次數超過百萬。

## 收錄曲目

### CD
1. 太陽無用（イケナイ太陽）
2. 太陽有用（イケテナイ太陽）

### 初回盤DVD
- 2007年3月在Zepp Tokyo舉行的歌迷演唱會「AID JAM」的錄像

1. 男子ing session
2. Winter Winner
3. MIRACLE